# Colombo (motorfiets)
De Colombo is een Italiaans historisch prototype van een motorfiets.
De Italiaanse constructeur Ercole Colombo maakte in 1950 een staande 250 cc eencilinder-motor. Een jaar later was ook een frame klaar. De machine had geen kleppen maar een draaiende schijf waardoor het mengsel en de uitlaatgassen werden aan- en afgevoerd. De schijf werd door een koningsas aangedreven maar draaide niet voortdurend. Tijdens de inlaat- en de uitlaatperiode stond hij even stil om de vulling en de uitlaat te verbeteren. De bougie kwam alleen vrij als de vonk daadwerkelijk werd geproduceerd.